# Muskingum County
Muskingum County ist ein County im Bundesstaat Ohio der Vereinigten Staaten. Bei der Volkszählung im Jahr 2010 hatte das County 86.074 Einwohner und eine Bevölkerungsdichte von 50 Einwohnern pro Quadratkilometer. Der Verwaltungssitz (County Seat) ist Zanesville.

## Geographie
Das County liegt im mittleren Osten von Ohio und hat eine Fläche von 1742 Quadratkilometern, wovon 21 Quadratkilometer Wasserfläche sind. Es grenzt im Uhrzeigersinn an folgende Countys: Coshocton County, Guernsey County, Noble County, Morgan County, Perry County und Licking County.

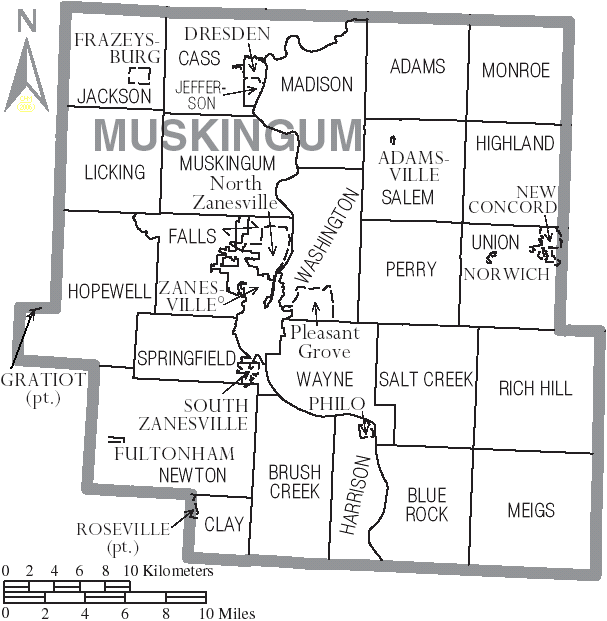
Verwaltungsgliederung des Muskingum County

Im Muskingum County liegen folgende Ortschaften:
- die Stadt (City) Zanesville als Verwaltungssitz

sowie die Gemeinden (Village)
- Adamsville
- Dresden
- Frazeysburg
- Fultonham
- Gratiot
- New Concord
- Norwich
- Philo
- Roseville
- South Zanesville

## Geschichte
Muskingum County wurde am 7. Januar 1804 aus Teilen des Fairfield County und des Washington County gebildet. Benannt wurde es nach dem Muskingum River. Muskingum ist ein Ausdruck aus dem Delawarisch, der so viel bedeutet wie „sumpfiges Land“ oder „mooriges Land“.
80 Bauwerke und Stätten des Countys sind im National Register of Historic Places eingetragen (Stand 17. Mai 2018).

## Sehenswertes
Zu den Sehenswürdigkeiten des Countys gehört unter anderem der Dillon State Park und das Zane Grey Museum.
Im Oktober 2011 kam die Muskingum County Animal Farm in die Schlagzeilen, nachdem ihr Besitzer 56 Grossraubtiere freiließ und danach Suizid beging.

## Demografische Daten

Alterspyramide des Muskingum County

Nach der Volkszählung im Jahr 2000 lebten im Muskingum County 84.585 Menschen. Davon wohnten 2.474 Personen in Sammelunterkünften, die anderen Einwohner lebten in 32.518 Haushalten und 22.860 Familien. Die Bevölkerungsdichte betrug 49 Einwohner pro Quadratkilometer. Ethnisch betrachtet setzte sich die Bevölkerung zusammen aus 93,91 Prozent Weißen, 4,01 Prozent Afroamerikanern, 0,21 Prozent amerikanischen Ureinwohnern, 0,27 Prozent Asiaten, 0,02 Prozent Bewohnern aus dem pazifischen Inselraum und 0,20 Prozent aus anderen ethnischen Gruppen; 1,37 Prozent stammten von zwei oder mehr Ethnien ab. 0,52 Prozent der Bevölkerung waren spanischer oder lateinamerikanischer Abstammung.
Von den 32.518 Haushalten hatten 33,3 Prozent Kinder und Jugendliche unter 18 Jahre, die bei ihnen lebten. 54,3 Prozent waren verheiratete, zusammenlebende Paare, 12,0 Prozent waren allein erziehende Mütter, 29,7 Prozent waren keine Familien, 24,9 Prozent waren Singlehaushalte und in 10,9 Prozent lebten Menschen im Alter von 65 Jahren oder darüber. Die Durchschnittshaushaltsgröße betrug 2,53 und die durchschnittliche Familiengröße lag bei 3,01 Personen.
Auf das gesamte County bezogen setzte sich die Bevölkerung zusammen aus 25,9 Prozent Einwohnern unter 18 Jahren, 9,4 Prozent zwischen 18 und 24 Jahren, 27,7 Prozent zwischen 25 und 44 Jahren, 22,6 Prozent zwischen 45 und 64 Jahren und 14,3 Prozent waren 65 Jahre alt oder darüber. Das Durchschnittsalter betrug 36 Jahre. Auf 100 weibliche Personen kamen 92,0 männliche Personen. Auf 100 Frauen im Alter von 18 Jahren oder darüber kamen statistisch 88,4 Männer.
Das jährliche Durchschnittseinkommen eines Haushalts betrug 35.185 USD, das Durchschnittseinkommen der Familien betrug 41.938 USD. Männer hatten ein Durchschnittseinkommen von 31.537 USD, Frauen 22.151 USD. Das Prokopfeinkommen betrug 17.533 USD. 9,9 Prozent der Familien und 12,9 Prozent der Bevölkerung lebten unterhalb der Armutsgrenze. Davon waren 17,9 Prozent Kinder oder Jugendliche unter 18 Jahre und 10,0 Prozent waren Menschen über 65 Jahre.